# (22155) Marchetti
(22155) Marchetti (2000 WQ88) – planetoida z pasa głównego asteroid okrążająca Słońce w ciągu 3,48 lat w średniej odległości 2,3 j.a. Odkryta 20 listopada 2000 roku.